# Zámmonostora
Zámmonostora (Zámmonostor, Zaammunustura) a Hortobágy nyugati részén, Nagyiván északkeleti szomszédságában, az Árkus vize mellett álló egykori Zám faluban álló apátság volt.

## Története
Zámmonostora alapítója a Káta nemzetség Zámmonostori ága lehetett, ez ág volt a zámi Szent Kereszt tiszteletére szentelt monostor kegyura is. A monostor építési ideje 1200 előttre tehető. Temploma 26 méter hosszú, félkörös záródású volt, alapjait 1908-ban kutatták először.
Zámmonostoráról 1220-ból maradt fenn az első okleveles adat, melyben apátja a szomszédos Ohat apátjával együtt lopással vádolt embereket, akik felett Váradon tüzesvas próbával bíráskodtak.
A Zámmonostori ág első ismert őse az 1271 körül élt Benedek de Zaam volt, aki idős korában az egri egyház birtokairól és szabadalmairól tanúskodott.
Fiai István és I. Gúg voltak.
István 1324 előtt utód nélkül halt meg. A Nagyvárad közelében fekvő Ősiben lakott. Halála után birtokai a Zámmonostori-, Ősi- és Lázári ágakra szálltak.
I. Gúg - vitte tovább a Zámmonostori ágat.
1297 körül a Gúgh ág birtokában látjuk Zámot, mikor a birtokos család száz ezüst márkáért Debreczeni Dósa mesternek adta el Zám egy részét.
Egy 1343-ik oklevél szerint a Kátaiak és Dósa fiai osztoztak meg Zámmonostor falun és a monostor kegyúri jogán és vámján.
A következő századokban a monostorról hallgatnak az oklevelek. Az 1459-1473 évi adatok e helyet már nem nevezik monostorosnak.